# Oliver Twist (película de 1948)
Oliver Twist (en Perú, Oliverio Twist) es una película inglesa de 1948 dirigida por David Lean y basada en la novela homónima de Charles Dickens.

## Argumento
Oliver Twist (John Howard Davies) es un niño huérfano que es llevado a un orfanato. Debido al mal tratamiento que se le da, un día decide escapar a Londres.
Nada más llegar a la ciudad conoce a Artful Dodger (Anthony Newley) quien le da acogida. Con la inocencia de un niño de 10 años, sin darse cuenta se adentra en una banda de chicos Callejeros dirigida por su líder Fagin (Alec Guinness).

## Reparto
- John Howard Davies - Oliver Twist
- Alec Guinness - Fagin
- Robert Newton - Bill Sykes
- Kay Walsh - Nancy
- Henry Stephenson - Mr. Brownlow
- Francis L. Sullivan - Mr. Bumble
- Mary Clare - Mrs. Corney
- Anthony Newley - The Artful Dodger
- John Potter - Charley Bates
- Ralph Truman - Monks
- Michael Dear - Noah Claypole
- Diana Dors - Charlotte

## Producción
Para hacer el papel de Fagin Alec Guiness tuvo que someterse a un maquillaje y una caracterización tal que, cuando lo interpretó, estuvo prácticamente irreconocible.

## Recepción
Cuando la obra cinematográfica llegó al cine, sectores judíos de la sociedad inglesa se vieron ofendidos por él. Por ello se cortaron siete minutos de la película.